# Сігаве

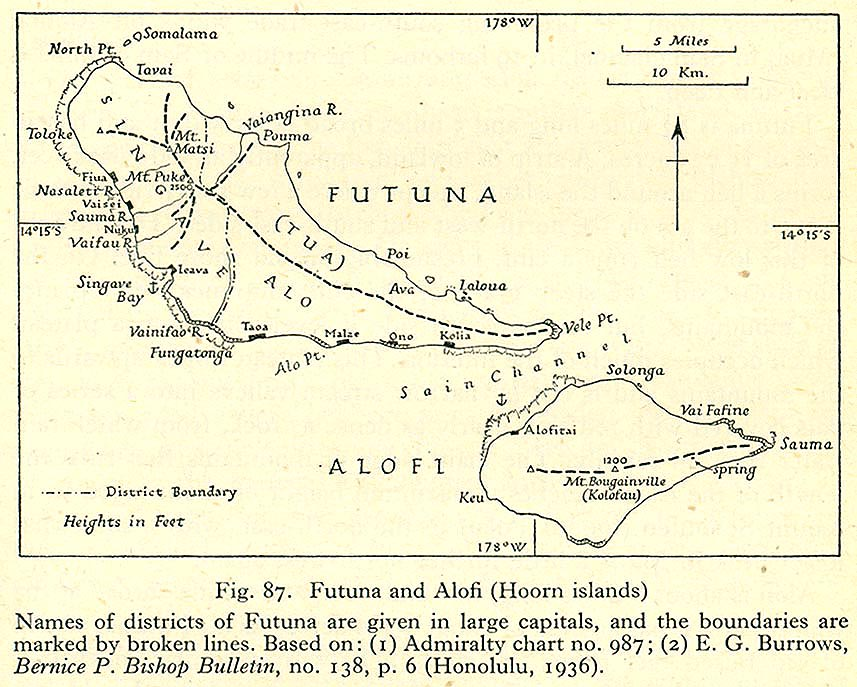
Округ Сігаве на мапі групи островів Футуна (Горн)

Сігаве (інша назва - Сінгав) (фр. Sigave,  Singave ) - один з 3-х адміністративних округів заморської громади Франції території островів Волліс і Футуна.
Традиційно називається Королівство Сігаве.
До складу округу Сігав входить західна частина острова Футуна з групи островів Футуна (Горн). Округ займає близько третини острова - 30 км з 83 км.
Загальна площа округу - 30 км². Населення - 1457 чол. (2013) . Адміністративний центр округу Леава, в якому проживає 368 чоловік  (2013).
Інші населені пункти округу :
- Фіуа (302 жителя),
- Нуку (257),
- Толоке (194),
- Ваїсеї (159),
- Таваї (177).

В економіці округу переважає натуральне сільське господарство і дрібне рибальство в місцевій лагуні.
Більшість мешканців полінезійського походження (97,3%). Є також невелика кількість європейців.
Переважна більшість жителів округу - католики.